# قبائل سوريا
تعتبر سوريا الامتداد الطبيعي للجزيرة العربية وكانت تسكنها بعض القبائل العربية منذ الجاهلية مثل بني كلب وقضاعة وجذام وقبيلة لخم وتغلب والغساسنة وبنو عاملة وعند بداية الفتوحات الإسلامية هاجرت إليها مئات القبائل الأخرى في فترات زمنية متقطعة بحثاً عن الماء والكلأ أو بسبب الحروب وغيرها.
و يوجد اليوم في سوريا الكثير من القبائل العربية ومنها:
- قبيلة المسالمة
- قبيلة القطان
- قبيلة الرفاعي
- قبيلة البوسلامة[5]
- قبيلة الحريري
- قبيلة بني سليم ومنها زعب
- قبيلة حرب ومنها المحاميد و بني علي وغيرهم
- قبيلة المشاهدة
- قبيلة عنزة ومنهم قبائل الفدعان والعمارات
- قبيلة شمر
- قبيلة الظفير
- قبيلة النعيم
- قبيلة بني خالد
- قبيلة جيس
- قبيلة بني عصيد
- قبيلة البقارة
- قبيلة الدليم
- قبيلة الجبور
- قبيلة العبيد
- قبيلة اللهيب
- قبيلة العقيدات
- قبيلة الولدة
- قبيلة الموالي
- قبيلة كنانة ومنهم قبائل المدالجة
- قبيلة البوخميس
- قبيلة العفادلة
- قبيلة الحديدين
- قبيلة طيء ومنها قبائل الفضول
- قبيله السرحان
- قبيلة العدوان
- قبيلة الدعجة
- قبيلة العجارمة
- قبيلة هذيل ومنهم المساعيد
- قبيلة الشرابيين
- قبيلة الفواعرة
- قبيلة بني صخر
- قبيلة خفاجة
- قبيلة البو شعبان
- قبيلة البوجابر

## مزيد من القراءة
باللغة العربية
- بلنت، الليدي آن. قبائل بدو الفرات عام 1878. ترجمة: الفارس، أسعد؛ معيوف، نضال خضر. دمشق: دار الملاح.
- زكريا، أحمد وصفي (1983). كتاب عشائر الشام (ط. 2). دمشق: دار الفكر.
- باروت، محمد جمال (2013). التكوين التاريخي الحديث للجزيرة السورية: أسئلة وإشكاليات التحول من البدونة إلى العمران الحضري. الدوحة/بيروت: المركز العربي للأبحاث ودراسة السياسات. ISBN:9789953025711.
- المولدي، الأحمر (2018). القبيلة في الثورة السورية: المفهوم وقيمته. تونس: منشورات تبر الزمان. ISBN:9789973440587.

باللغة الإنجليزية
- Dukhan، Haian (2020). State and Tribes in Syria: Informal Alliances and Conflict Patterns [الدولة والعشائر في سوريا: تحالفات وصراعات] (ط. 1). Routledge. ISBN:9780367663704.